# Torreja kalifornijska
Torreja kalifornijska (Torreya californica Torr.) – gatunek drzew z rodziny cisowatych pochodzący z zachodniego wybrzeża Stanów Zjednoczonych, głównie stanu Kalifornia.

## Morfologia

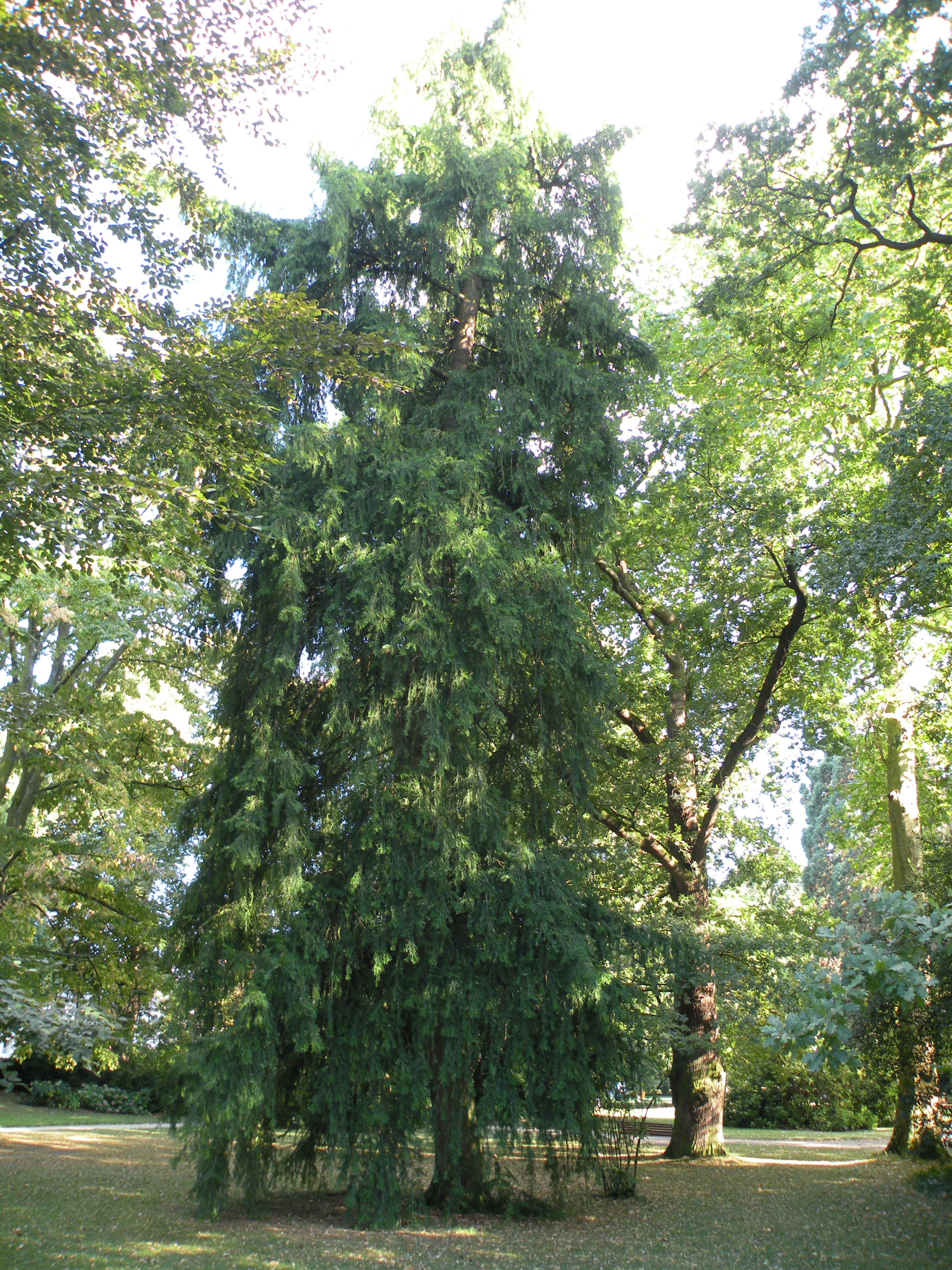
Pokrój

PokrójOsiąga 20–25 m wysokości. Korona regularnie, okółkowo rozgałęziona.
KoraBrunatna, brunatno-pomarańczowa, lekko spękana.
LiścieSzpilki – dość sztywne, równowąskie, z przodu lekko zaostrzone, o długości około 5 cm, ułożone dwurzędowo i równolegle w stosunku do siebie. Przy rozcieraniu dają wyraźny zapach, podobny do zapachu szałwii.
KwiatyRoślina dwupienna. Kwitnie w maju.
NasionaW porze dojrzewania (jesienią) mają długość od 3 do 7 cm i są osłonięte zielonkawą, niepokaźną otoczką, która niekiedy ma purpurowe podłużne prążki.

## Zastosowanie
Torreja kalifornijska bywa nieco częściej sadzona w parkach i ogrodach niż jej wschodnioazjatycka krewniaczka torreja orzechowa.